# Seven Steps to Heaven
Seven Steps to Heaven är ett musikalbum av Miles Davis som lanserades 1963 på Columbia. 1962 blev Davis av med alla sina gamla bandmedlemmar och tvingades se sig om efter nya musiker att spela med. Basisten Paul Chambers hade då spelat med Davis sedan 1955. Bland de nya musiker som medverkar på denna skiva kan nämnas George Coleman (saxofon), Herbie Hancock, Victor Feldman (båda piano), Ron Carter (bas) och Frank Butler (trummor). På nästa studioalbum E.S.P. blev Miles Davis mycket mer inriktad på att framföra kompositioner av sina egna bandmedlemmar.

## Låtlista
1. Basin Street Blues (Spencer Williams) – 10:29
2. Seven Steps to Heaven (Victor Feldman/Miles Davis) – 6:26
3. I Fall in Love Too Easily (Jule Styne/Sammy Cahn) – 6:46
4. So Near, So Far (Tony Crombie/Benny Green) – 6:59
5. Baby Won't You Please Come Home? (Charles Warfield/Clarence Williams) – 8:28
6. Joshua (Victor Feldman) – 7:00

Bonusspår på cd-utgåvan från 2005
1. So Near, So Far [alternativ version] – 5:11
2. Summer Night (Harry Warren/Al Dubin) – 6:02

## Medverkande
- Miles Davis – trumpet
- George Coleman – tenorsaxofon (spår 2, 4, 6, 7)
- Victor Feldman – piano (spår 1, 3, 5, 8)
- Herbie Hancock – piano (spår 2, 4, 6, 7)
- Ron Carter – bas
- Frank Butler – trummor (spår 1, 3, 5, 8)
- Anthony Williams – trummor (spår 2, 4, 6, 7)